# Sectator ocyurus
Sectator ocyurus és una espècie de peix pertanyent a la família dels kifòsids.

## Descripció
- Pot arribar a fer 59 cm de llargària màxima (normalment, en fa 25) i 2 kg de pes.
- Cos allargat, una mica comprimit i amb amples franges de color blau brillant. Les aletes són grogues.
- Cap i boca petites.
- Aleta caudal molt bifurcada.[5][6][7]

## Hàbitat
És un peix marí, pelàgic-oceànic i de clima subtropical que viu entre 1 i 12 m de fondària.

## Distribució geogràfica
Es troba al Pacífic oriental (des de la Baixa Califòrnia fins al Perú), el Pacífic nord-occidental (el Japó) i el Pacífic central (les illes Hawaii i de la Societat).

## Observacions
És inofensiu per als humans.